# Liste der Flusskrebse Österreichs

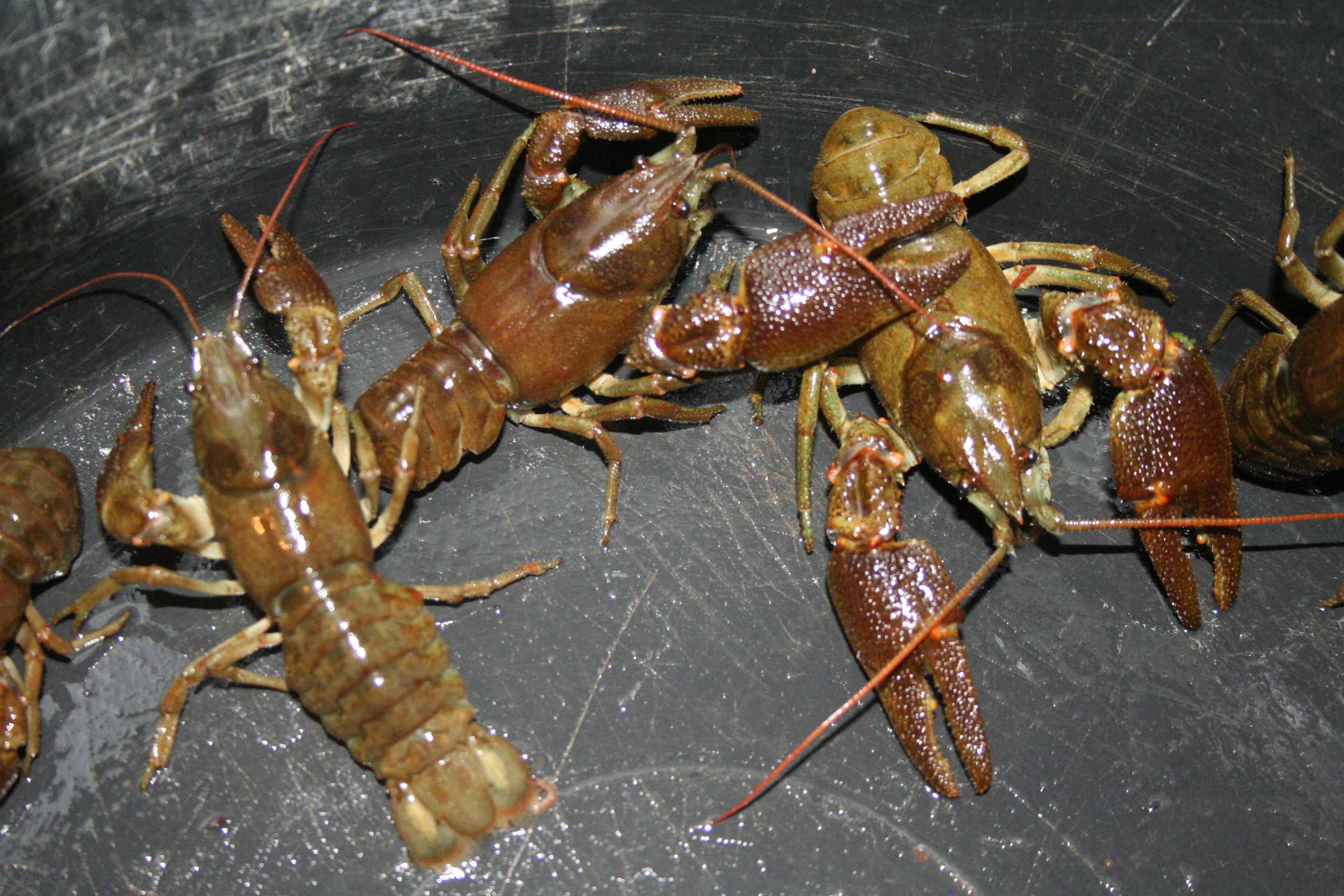
Dohlenkrebse (Austropotamobius pallipes)

Die Liste der Flusskrebse Österreichs enthält die in Österreich vorkommenden Flusskrebsarten. Es werden alle 7 Arten aufgelistet, von denen das österreichische Umweltbundesamt den RL-Status in der Roten Liste gefährdeter Tierarten angibt.
In Österreich wurde im Jahr 2009 der Gefährdungsstatus der Flusskrebse zuletzt evaluiert. Bei der IUCN und in der Roten Liste Österreichs gibt es folgende Gefährdungsstatus:
| Status | IUCN                                                  | Rote Liste Österreich |
| ------ | ----------------------------------------------------- | --- |
|        | ausgestorben (engl. extinct)                          | Ein Taxon gilt als ausgestorben, wenn kein begründeter Zweifel besteht, dass das letzte Individuum tot ist. Ein Taxon gilt aus ausgestorben, wenn erschöpfende Erhebungen im bekannten oder vermuteten Lebensraum, zu geeigneten Tages- und Jahreszeiten über das gesamte ehemalige Verbreitungsgebiet keine Individuennachweise erbrachten. Die Erhebungen sollten sich über einen Zeitrahmen erstrecken, die dem Lebenszyklus und Lebensformtyp des Taxons angemessen ist. |
|        | in der Natur ausgestorben (engl. extinct in the wild) | Es gibt lediglich Individuen in Kultur, in Gefangenschaft oder in eingebürgerten Populationen außerhalb des natürlichen Verbreitungsgebietes. |
| 0RE    | regional ausgestorben (engl. regionally extinct)      | Ein Taxon gilt als regional ausgestorben, wenn kein begründeter Zweifel besteht, dass das letzte fortpflanzungsfähige Individuum in Österreich tot oder verschwunden ist, oder, im Falle einer früheren Gastart, Individuen das österreichische Gebiet nicht mehr aufsuchen. |
|        | vom Aussterben bedroht (engl. critically endangered)  | 50 % Aussterbenswahrscheinlichkeit in 10 Jahren oder 3 Generationen (maximal 100 Jahre). |
|        | stark gefährdet (engl. endangered)                    | 20 % Aussterbenswahrscheinlichkeit in 20 Jahren oder 5 Generationen (maximal 100 Jahre). |
|        | gefährdet (engl. vulnerable)                          | 10 % Aussterbenswahrscheinlichkeit in 100 Jahren. |
|        | potenziell gefährdet (engl. near threatened)          | Weniger als 10 % Aussterbenswahrscheinlichkeit in 100 Jahren, aber negative Bestandsentwicklung und hohe Aussterbensgefahr in Teilen des Gebietes. |
|        | nicht gefährdet (engl. least concern)                 | Weniger als 10 % Aussterbenswahrscheinlichkeit in 100 Jahren, weitere Attribute wie unter NT treffen nicht zu. |
|        | ungenügende Datengrundlage (engl. data deficient)     | Die vorliegenden Daten lassen keine Einstufung in die einzelnen Kategorien zu. |
|        | nicht beurteilt (engl. not evaluated)                 | Die Art wurde nicht eingestuft. |

Die folgende Tabelle zeigt für jede Flusskrebs-Art Österreichs je ein repräsentatives Bild, die deutschen Namen, die wissenschaftlichen Namen, die Erstbeschreiber (Autoren), die Wikidata-Links (die farbigen Balken) und die Gefährdungsstatus der IUCN bzw. des österreichischen Umweltbundesamts.

## Überfamilie:Flusskrebse– Astacoidea
| In der Tabelle vorkommende Familien |
| ----------------------------------- |
| Familie: Astacidae                  |
| Familie: Cambaridae                 |

| Bild                | deutscher Name                                                                  | wissenschaftlicher Name, Autor und Wikidata-Link                           | IUCN-RL | RL-Status |
| ------------------- | ------------------------------------------------------------------------------- | -------------------------------------------------------------------------- | ------- | --------- |
| Familie: Astacidae  |                                                                                 |                                                                            |         |           |
| weitere Bilder      | Edelkrebs, Europäischer Flusskrebs, Flusskrebs                                  | Astacus astacus (Linnaeus, 1758)                                           | [ 2 ]   | EN        |
| weitere Bilder      | Dohlenkrebs                                                                     | Austropotamobius pallipes (Lereboullet, 1858)                              | [ 3 ]   | CR        |
| weitere Bilder      | Steinkrebs, Bachkrebs                                                           | Austropotamobius torrentium (Schrank, 1803)                                | [ 4 ]   | VU        |
| weitere Bilder      | Signalkrebs                                                                     | Pacifastacus leniusculus (Dana, 1852)                                      | [ 5 ]   | NE        |
| weitere Bilder      | Galizischer Sumpfkrebs, Europäischer Sumpfkrebs, Sumpfkrebs, Schmalscherenkrebs | Pontastacus leptodactylus, Syn.: Astacus leptodactylus (Eschscholtz, 1823) | [ 6 ]   | CR        |
| Familie: Cambaridae |                                                                                 |                                                                            |         |           |
| weitere Bilder      | Kamberkrebs, Amerikanischer Flusskrebs                                          | Faxonius limosus, Syn.: Orconectes limosus (Rafinesque, 1817)              |         | NE        |
| weitere Bilder      | Roter Amerikanischer Sumpfkrebs, Louisianakrebs                                 | Procambarus clarkii (Girard, 1852)                                         | [ 7 ]   | NE        |